# Odontopera defasciata
Odontopera defasciata är en fjärilsart som beskrevs av Hans-Joachim Hannemann 1917. Odontopera defasciata ingår i släktet Odontopera och familjen mätare. Inga underarter finns listade i Catalogue of Life.